# KV32
KV32, acrònim de l'anglès King's Valley, és una tomba egípcia de l'anomenada Vall dels Reis, situada a la riba oest del riu Nil, a l'altura de la moderna ciutat de Luxor. Els últims descobriments mostren que el seu ocupant va ser la reina Tiaa, de la dinastia XVIII, esposa d'Amenhotep II i mare de Tuthmosis IV.

## Situació
La tomba KV32 es troba al ramal meridional del uadi sud-oest de la Vall dels Reis. És a prop d'enterraments no reals, com KV42, KV37, i també KV30 i KV31. Els reis que descansen més a prop d'aquest lloc són Tuthmosis IV a KV34 i Siptah a KV47. Tot i que l'entrada d'aquest últim sepulcre es troba en un altre ramal de la necròpolis, els traçats de les dues tombes acaben per col·lidir a l'altura de les dues cambres sepulcrals. Aquest fet tan inusual es repeteix a la Vall dels Reis en altres dues ocasions més amb tombes reials, i només pot atribuir a un error dels constructors o dels seus arquitectes.
La planta de KV32 no és la d'una tomba real però és molt més gran que la tomba d'un noble, el que indica l'important paper del seu ocupant. Com en els sepulcres típics de la dinastia XVIII, el lloc presenta una escala d'entrada, seguida d'un passadís en rampa, una altra escala i un últim corredor descendent. La tomba té el pou funerari que sí que usaven els faraons en aquells dies, i passa directament a la cripta, només parcialment excavada, que posseeix un petit annex on es va produir el xoc amb KV47. La tomba número 32 de la Vall dels Reis, en no pertànyer a un monarca, manca de decoració, el que va fer impossible descobrir la identitat del seu ocupant fins fa poc temps.

## Excavació
El descobridor d'aquesta tomba va ser Victor Loret el 1898, dirigit pel Service des Antiquités, qui simplement es va dedicar a netejar de forma una mica tímida el lloc, a fer plans ia datar. El poc interès que va despertar en un primer moment (els següents descobriments de KV34 i KV35 van fer passar a un segon pla la presència d'aquesta tomba), va fer pensar que va pertànyer a algun membre de la família de Tuthmosis III o potser al visir Rejmira, d'aquella època, però que dubtosament s'arribaria a descobrir molt més.
No seria fins a l'any 2000 que el MISR Project (Missió Siptah-Ramsés X), de la Universitat de Basilea, reprengués les necessàries tasques de desenrunament de la tomba, trobant-se per fi, i amb gran sorpresa, el nom de la propietària del lloc, una de les poques dones que van tenir tomba pròpia a la Vall dels Reis. Les restes d'una caixa de vas canopi de la seva pertinença revelar la identitat de la reina Tiaa, una esposa de Amenhotep II que va resultar ser la mare del seu successor, Thutmose IV. Es desconeix si KV32 va estar des del principi destinada a aquesta dona o es va endreçar el lloc després que el seu fill ascendís el tron. De la mòmia de Tiaa no se'n sap res.